# 木卡乡
木卡乡，是中华人民共和国四川省阿坝藏族羌族自治州理县曾经下辖的一个乡。2019年12月，撤销木卡乡，将其所属行政区域划归薛城镇管辖。

## 行政区划
木卡乡撤销前下辖以下地区：
木卡村、列列村、九子村和三寨村。